# Air France-vlucht 178
Air France-vlucht 178 verongelukte op 1 september 1953. Het stortte neer bij de Cimetberg in de Franse Alpen in Frankrijk.
Het passagierstoestel, een Lockheed L-749A Constellation (registratienummer F-BAZZ) vloog op de lijnvlucht Parijs-Nice naar Saigon toen het neerstortte. Daarbij kwamen alle 42 inzittenden, waaronder de negenkoppige bemanning, om het leven. Het ongeluk gebeurde terwijl de bemanning een tussenlanding op het vliegveld Nice Côte d'Azur voorbereidde. Het onderzoek dat volgde op de crash had als uitkomst dat er sprake was van wat men later controlled flight into terrain (CFIT) zou noemen; tijdens de nadering week het toestel af van de geplande route.
Bij dit ongeluk kwam ook de beroemde violist Jacques Thibaud om het leven. Ook zijn Stradivariusviool uit 1720 ging verloren.